# Nataliya Dovhodko
Nataliya Viktorivna Dovhodko (en ukrainien : Наталія Вікторівна Довгодько) est une rameuse ukrainienne née le 7 février 1991 à Kiev.

## Biographie
Aux Jeux olympiques d'été de 2012 à Londres, elle obtient avec Kateryna Tarasenko, Anastasiia Kozhenkova et Yana Dementieva la médaille d'or de quatre de couple.

## Palmarès
- Jeux olympiques d'été de 2012 à Londres,  Royaume-Uni
  -  Médaille d'or en quatre de couple